# Савладати панику
Савладати панику је југословенски кратки филм из 1974. године. Режирао га је Вук Бабић, који је написао и сценарио.

## Улоге
| Глумац            | Улога |
| ----------------- | ----- |
| Бранислав Зоговић |       |